# برناردو فاريا
برناردو فاريا هو فنان قتالي برازيلي، ولد في 1987 في جويز دي فورا في البرازيل.